# Зеленушка-орябок
Зеленушка-орябок (Symphodus cinereus) — вид риб родини Labridae, поширений у Східній Атлантиці і Середземному морі від Аркашону до Гібралтару (включаючи Чорне, Мармурове і Азовське моря). Сягає максимальної довжини 16,0 см. Мешкає на рифових ділянках моря, на прибережних мілинах.